# 諾拉克
诺拉克（羅馬化：Norak），又按俄语名译为努列克（羅馬化：Nurek），是塔吉克斯坦西部哈特隆州的城市，距離首都杜尚別70公里，始建於1960年，海拔高度885米，2013年人口約1.85万人:13。